# 雀眉科
雀鹛科（Pellorneidae）是雀形目鸣禽亚目下的一类鸟类，其体型和被毛颜色富于变化，特点是均有柔软蓬松的羽毛，为热带地区鸟类。
根据专家学者在2009-2012的几年中发表的论文，以遗传学证据，将画眉科分解划分为三个主要分支，大多数专家认为这些进化枝属于“科”的范围。其中一个新科是“幽鹛科”(Pellorneidae)，该科结合了经过修订的“雀鹛科”( fulvetta)分组和许多旧大陆的鹛鸟。现有13个属约58个物种。

## 特征
雀眉科鸟类为小到中型鸟类。有强壮的双腿，多习惯于行走。雀眉科鸟类通常有类似鸫科或莺亚科的鸟喙。羽毛主要为棕色，两性差异很小，但也存在着许多更鲜艳的种类。
雀眉科鸟类不太喜欢迁徙，大多数有短而圆的翅膀，弱于飞行。其栖息在稀疏的树林或灌木丛，或沼泽至沙漠周边。

## 下属分类
本科包括以下属：
- 雀鹛属 Alcippe Blyth, 1844
- 白头鵙鹛属 Gampsorhynchus Blyth, 1844
- Graminicola Jerdon, 1863
- Gypsophila Oates, 1883
- Illadopsis Heine, 1860
- Jabouilleia Delacour, 1927
- Kenopia G.R.Gray, 1869
- Laticilla Blyth, 1844
- 雅鹛属 Malacocincla Blyth, 1845
- 树鹛属 Malacopteron Eyton, 1839
- 鹪鹛属 Napothera G.R.Gray, 1842
- 幽鹛属 Pellorneum Swainson, 1832
- 地鹛属 Ptilocichla Sharpe, 1877
- Ptyrticus Hartlaub, 1883
- Rimator Blyth, 1847
- 乌线雀鹛属 Schoeniparus Hume, 1874
- 雅鹛属 Trichastoma Blyth, 1842
- Turdinus Blyth, 1844